# Fears of a Clown
«Fears of a Clown» (с англ. — «Страхи клоуна») — четырнадцатая серия двадцать девятого сезона мультсериала «Симпсоны». Впервые вышла 1 апреля 2018 года в США на телеканале «FOX».

## Сюжет
Директор Скиннер говорит Садовнику Вилли, что он планирует уйти в отставку, но Мартин Принс всё же открывает секрет всей школе. Во время отправки Скиннер выбирает Барта Симпсона (который попытался выстрелить ему в голову камнем), чтобы в последний раз попрощаться. Однако выясняется, что уход на пенсию был всего лишь уловкой, чтобы Скиннер, наконец, отомстил Барту после многих лет его шуток.
Чувствуя смущение и злость, Барт решает совершить розыгрыш всего персонала школы, приклеивая лица Скиннера и сотрудников пластиковыми масками клоуна Красти. К сожалению, это приводит людей в Спрингфилде в ужас от клоунов, а также к тому, что Красти теряет свои комедийные способности.
Из-за этого Красти больше не комедийный персонаж и даже теряет клоунскую внешность и грим. Лиза убеждает Красти превратиться в серьёзного актёра. Он принимает участие в пародийной версии «Смерти коммивояжёра» под названием «Плохой день коммивояжера», написанной Ллевелином Синклер.
Тем временем Барт находится в суде и должен был освободиться согласно принципу «мальчики — такие мальчики». Однако Мардж возражает и говорит судье Дауду, что то, что сделал Барт, было ужасно, и у него есть реальная проблема с шалостью. В результате судья Дауд наказывает Барта и он почти на месяц отправляется в реабилитационный центр.
Красти не удаётся играть, но Синклер мотивирует его, заставляя Красти стать серьёзным актёром. Однако личность клоуна появляется в его голове, говоря ему, что он — всё ещё клоун и ничего больше…
Во время сеанса психолога, когда Барт ставит гвозди на стул доктора, тот убеждает Мардж войти и сесть на стул. Это заставляет Барта прекратить розыгрыш и завершить один шаг своего лечения.
После освобождения Барт идёт, чтобы извиниться перед людьми, которых он разыгрывал. Тем не менее, при поддержке Вилли, Барт планирует сделать последнюю шутку, устроив ложное извинение в спортивном зале, где над толпой находится сеть, наполненная водяными шарами. Однако, когда он видит Мардж в толпе, он пытается сказать людям убежать, но слишком поздно… Вес водяных шаров разбивает сеть и обливает толпу водой. Мардж, наконец, понимает, что «мальчики — такие мальчики», говоря, что «отстойно быть матерью». Гомер опять же повторяет принцип о мальчиках, что заставляет Мардж злиться на него…
В ночь премьеры спектакля Красти до сих пор преследует его бывшая личность клоуна. Во время спектакля, когда Красти пытался успокоить голос в своём разуме, он заставляет зрителей смеяться. Он понимает, что он — не серьёзный актёр, а клоун, и начинает делать комедийные выходки.
В финальной сцене на пьесе, где играл Красти, позже появляются привидения Красти-клоуна, Артура Миллера, Хаймана Крастовски и Уильяма Шекспира.

## Производство
Надписи на рекламном щите и на доске в заставки являются отсылками к тому, что серия вышла в воскресенье, 1 апреля — в День смеха, а также в день католической Пасхи в 2018 году.

## Отношение критиков и публики
Во время премьеры на канале Fox серию просмотрели 2.06 млн человек с рейтингом 0.9, что сделало его самым популярным шоу на канале Fox в ту ночь, но в то же время наименее наименее просматриваемой серией во всём сериале в тот момент.
Деннис Перкинс из «The A.V. Club» дал эпизоду оценку C-, сказав, что «серия не очень хорошая. Также она не плохая. Вместе с тем она не имеет отношения к пустотелым отголоскам прошлых, действительно запоминающихся эпизодов».
На сайте The NoHomers Club согласно голосованию большинство фанатов оценили серию на 3/5 и 4/5 со средней оценкой 3.22/5.